# Josbach (Wohra)
Der Josbach ist ein 10,6 km langer linker östlicher Nebenfluss der Wohra in den hessischen Landkreisen Schwalm-Eder und Marburg-Biedenkopf.

## Geographie

### Verlauf
Der Josbach entspringt in 380 m Höhe in den Wiesen am  westlichen  Hang  des  Lohberges (428 m) nahe der Rhein-Weser-Wasserscheide in der Gemeinde Gilserberg etwa 1 km nördlich des Ortsteils Winterscheid. Etwa 200 m nordwestlich der Quelle verläuft die Bundesstraße 3 (B 3). 
Der Bach wendet sich zunächst nach Süden, durchfließt Winterscheid und umrundet den Ort Lischeid im Osten und Süden, wobei sich sein Lauf in Richtung Westen ändert. Danach erreicht er den Landkreis Marburg-Biedenkopf, wo er den Rauschenberger Ortsteil Josbach durchfließt und in der Gemeinde Wohratal südlich des Ortsteils Halsdorf in die Wohra mündet. Auf diesem Abschnitt verläuft die B 3 entlang des Josbaches. Sein etwa 10,6 km langer Lauf endet ungefähr 164 Höhenmeter unterhalb seiner Quelle, er hat somit ein mittleres Sohlgefälle von 15 ‰.

### Einzugsgebiet
Sein 21,77 km² großes Einzugsgebiet liegt in den Gilserberger Höhen und im Naturraum Wohratal. Es wird über die Wohra, die Ohm, die Lahn und den Rhein zur Nordsee entwässert.
Es grenzt
- im Nordosten an das der Gilsa, die über die Schwalm und die Eder in die Fulda entwässert
- im Osten an das des Hardwassers, das in den Schwalm-Zufluss Wiera mündet
- und im Süden an das des Hatzbachs, der in die Wohra mündet.

### Zuflüsse
- Lohbergswasser (links), 2,4 km